# Luis Mariano

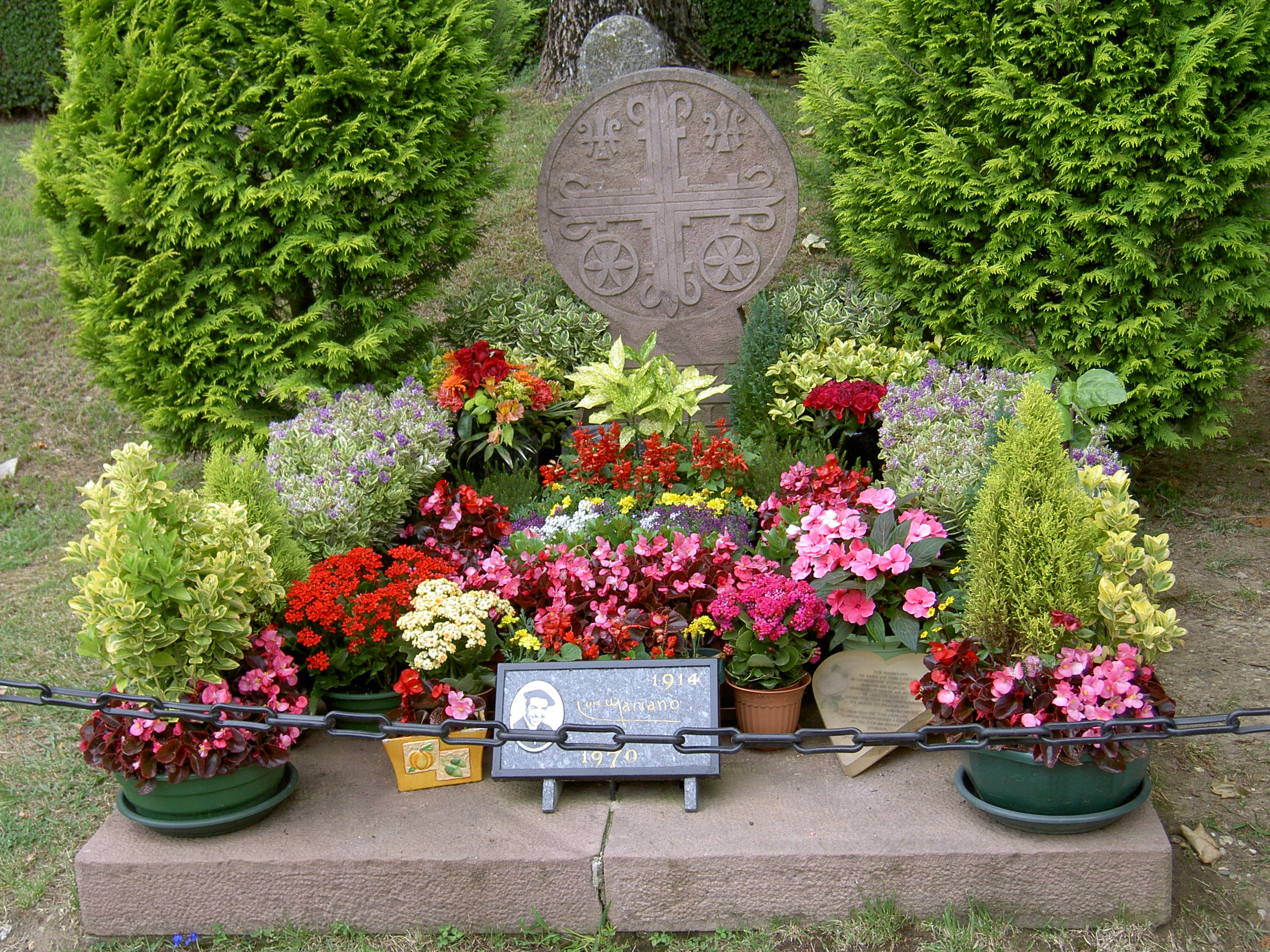
Luis Mariano - tomba a Arrangoitze

 Mariano Eusebio González y García, conegut artísticament com a Luis Mariano (Irun, 13 d'agost de 1914 - París 14 de juliol de 1970) fou un tenor basc que va accedir a la celebritat el 1945 amb La belle de Cadix, opereta de Francis López.
El seu pare era mecànic a Irun. Quan la seva família es va refugiar a França al començament de la guerra civil espanyola, el jove Luis, atret pel dibuix, va entrar a l'acadèmia de Belles-Arts de Bordeus. Com que li agradava molt cantar, es presentà a l'examen d'ingrés del conservatori de Bordeus, que aprovà. Allí fou remarcat per Jeannine Micheau, que s'adonà que el feien treballar en papers massa feixucs, de manera que el presentà al tenor Miguel Fontecha, les lliçons del qual li foren molt profitoses.
Després de conèixer Francis Lopez i Raymond Vincy, crea la seva primera opereta La belle de Cadix, decisiva en la seva carrera (24 de desembre del 1945 al teatre del Casino Montparnasse a París). Prevista per unes desenes de representacions, l'obra es va mantenir en cartell durant un parell d'anys. La fama de Luis Mariano augmentà a França i, per una desena d'anys, dominà en el món de la cançó d'opereta. L'apogeu de la seva carrera es pot situar en el bienni 1951-1952, anys del Chanteur de Mexico i de la pel·lícula Violetes imperials. Al teatre, triomfa amb Andalousie (1947), Le Chanteur de Mexico (1951) i Chevalier du Ciel (1955). En el període 1946-1958, Mariano intervingué en una vintena de films i va fer diverses gires arreu del món: els EUA, Mèxic, Argentina, Romania.
A partir del 1960, els nous cantants i el rock and roll arraconen l'opereta on, tanmateix, continua tenint el mateix èxit: La Canción del Amor mío (Madrid, 1958) Le Secret de Marco Polo (1959), i especialment Le Prince de Madrid (1967). El 1963 grava uns extraordinaris discos de cançons espanyoles i napolitanes. Pel desembre del 1969 estrena La Caravelle d'Or al teatre del Châtelet, però, molt malalt, ha de deixar el seu paper al cap d'uns quants mesos. Mor el 15 de juliol a París.
La seva tomba a Arrangoitze (Arcangues en francès) (Euskadi Nord) és encara visitada i florida molts anys després de la seva defunció. Uns quants mesos abans de la seva mort, havia gravat un disc en basc.

## Operetes
Va crear les operetes següents:
- La belle de Cadix 1945
- Andalousie 1947
- Le chanteur de Mexico 1951, el seu major èxit
- Chevalier du ciel 1955
- La canción del amor mío 1958, única opereta castellana seva, va estrenar-la a Madrid
- Le secret de Marco Polo 1959
- Visa pour l'amour 1962
- Le prince de Madrid 1967
- La caravelle d'or 1969.